# Kościół św. Władysława w Szydłowie
Kościół św. Władysława w Szydłowie – z XIV w., dwunawowy kościół farny ufundowany przez króla Kazimierza Wielkiego jako część pokuty za zabójstwo kanonika Marcina Baryczki.

## Historia
Kościół wzniesiono ok. 1355 na miejscu starszego kościoła drewnianego. W 1630 świątynia spłonęła w pożarze. Kościół został odbudowany, ale pierwotny kształt przywrócono jedynie prezbiterium. Obok kościoła znajduje się dzwonnica z XVIII w. przebudowana z baszty obronnej. W budowli zachowały się otwory strzelnicze. Nieopodal świątyni znajdowała się także gotycka wikarówka, została ona jednak zniszczona w czasie walk w 1944. Jej ruiny znajdują się przy murze obronnym na południe do kościoła.

## Małopolska Droga św. Jakuba
Kościół znajduje się na odnowionej trasie Małopolskiej Drogi św. Jakuba z Sandomierza do Tyńca, która to jest odzwierciedleniem dawnej średniowiecznej drogi do Santiago de Compostela i związana jest z pielgrzymowaniem do grobu św. Jakuba.